# Мухали (село)
Мухали (ингуш. Мохале) — село в Джейрахском районе Ингушетии. Входит в сельское поселение Гули. Родовое село ингушского тейпа Мохлой.

## География
Расположено на юге Республики Ингушетия, в 22 километрах на восток (по прямой) от Гули, административного центра поселения. Ближайшие населённые пункты: Дакхала, Цхийри.

### Часовой пояс
Село Мухали, как и вся Республика Ингушетия, находится в часовой зоне МСК (московское время). Смещение применяемого времени относительно UTC составляет +3:00.

## Население
| 2010 |
| ---- |
| 0    |

## Инфраструктура
Отсутствует.